# 云南假脉蕨
云南假脉蕨（学名：Crepidomanes yunnanense）为膜蕨科假脈蕨属下的一个种。其种加词“yunnanense”意为“云南的”。
现接受名为翅柄假脉蕨（Crepidomanes latealatum (Bosch) Copel., 1938）。